# Guillem de Montredon
Guillem de Montredon (también escrito: Mont-rodón o Montrodon) (Taradell (Barcelona), 1165-1225) fue Maestro de la Orden del Temple en la Corona de Aragón y tutor del rey Jaime I de Aragón desde 1214 hasta 1217.

## Linaje
Su padre también se llamaba Guillem de Mont-rodon y su madre se llamaba Guillema. Nació en el casal de Mont-rodon de Taradell y pertenecía al linaje de los Mont-rodon.

## Biografía
En 1203 ingresó en la Orden del Temple. De 1207 a 1211 fue nombrado comendador de Gardeny y posteriormente fue nombrado maestro del Temple en el Reino de Aragón y los condados de Barcelona y Provenza.
Luchó al servicio del rey Pedro II de Aragón en la Batalla de Las Navas de Tolosa y en la Batalla de Muret, donde murió el rey Pedro.
Tras la muerte del rey, fue a Roma para reclamar al papa Inocencio III la restitución del infante Jaime, que se encontraba retenido por Simón IV de Montfort. En 1214 se sometió al legado papal Pietro di Benevento, siguiendo las Disposiciones del testamento de la madre del infante Jaime I de Aragón. El papa Inocencio III liberó al joven rey que era rehén del cruzado francés Simón IV de Montfort y lo entregó a la Orden del Temple, siendo  Guillem de Montredon su educador y protector en el castillo templario de Monzón. Allí quedó el infante Jaime de los seis a los nueve años, hasta que en 1217 un grupo de nobles aragoneses pidieron su salida.
En 1220 fue nombrado procurador general de las rentas reales en Cataluña por el rey Jaime I, quien lo elogió en su crónica Llibre dels feits por su lealtad.